# Téthys alpine
Pour les articles homonymes, voir Téthys et Mésogée.
La Téthys alpine, anciennement appelée Mésogée, est un paléo-océan qui s'est ouvert entre la plaque européenne et la plaque apulienne à partir du Jurassique précoce et dont la fermeture entre le Crétacé tardif et l'Oligocène contribuera à l'orogenèse alpine. Cet océan se subdivise vers l'ouest en deux bassins : un bassin au nord dont l'extrémité orientale partiellement océanisé évolue en un rift dans sa partie occidentale (fosse valaisanne) et l'océan liguro-piémontais au sud constituant le bassin principal de la Téthys alpine. Ce dernier était par ailleurs connecté à l'ouest à l'océan Atlantique central et avec la Néotéthys au sud. Sa fermeture dès le Crétacé tardif résulte de la remontée de la plaque africaine vers le nord et de la rotation anti-horaire de la plaque ibérique à la suite de l'ouverture des océans Atlantique et Indien.

## Histoire
Le rifting au Lias a provoqué la création de blocs basculés. Les deux épaules du rift se sont ensuite séparées (lors de la phase d'ouverture océanique proprement dite) et ont formé deux marges passives subsidentes. Les sédiments déposés sur ces marges et au fond de cet océan forment la majeure partie des roches sédimentaires maintenant visibles dans les Alpes. La largeur maximale de cet océan est mal connue, mais probablement de plusieurs centaines de kilomètres. L'ancien fond océanique se retrouve localement le long de la suture identifiée dans les Alpes sous forme de « roches vertes » que sont les ophiolites (les ophiolites du Chenaillet en sont un bel exemple). La majeure partie de ce fond océanique (croûte océanique) a disparu dans la subduction qui a débuté au Crétacé supérieur. La collision de la microplaque apulienne contre la plaque eurasienne a provoqué la formation des Alpes.
Les Alpes telles qu'on les connaît actuellement résultent donc de l'ouverture, puis de la fermeture d'un océan.